# Ölbong

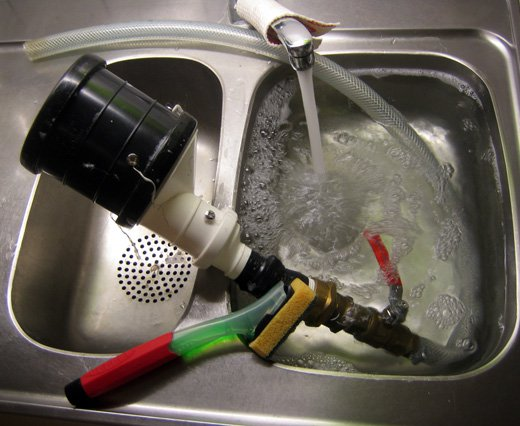
Av hygienskäl är det viktigt att diska ölbongen efter ett antal tömningar.

Ölbong kallas en ofta hemmabyggd anordning som används för att under kort tid dricka stora mängder öl. Att dricka öl på detta sättet kallas i folkmun för att "bonga". Ett exempel på en mycket enkel anordning av detta slag är en PET-flaska med avsågad botten, som sedan vänds upp och ner och fylls med öl samtidigt som en person dricker ur den. En mer avancerad anordning syns på bilden till höger där vätskan frigörs genom ett vattenlås och en slang därefter transporterar vätskan mot användarens mun. 
Vid riktig "bongning" av öl ska heller inte någon luft inandas, därför är även snorkel och cyklop ett populärt verktyg för detta ändamål.
Notera att tekniken inte har något att göra med den som återfinns hos en bong, som används för att röka. Uttryckets ursprung är okänt, men kan antas vara en missuppfattning eftersom en rök-bong också kan byggas ganska enkelt av en PET-flaska.